# Saint-Symphorien (Gironde)
Saint-Symphorien [sɛ̃ sɛ̃fɔʁjɛ̃] ist eine französische Gemeinde mit 1.825 Einwohnern (Stand 1. Januar 2022) auf einer Fläche von über 100 km² im Département Gironde in der Region Nouvelle-Aquitaine (vor 2016 Aquitaine). Sie gehört zum Arrondissement Langon und zum Kanton Les Landes des Graves. Die Einwohner werden Paroupians genannt.

## Geographie
Die Gemeinde Saint-Symphorien liegt im Regionalen Naturpark Landes de Gascogne, etwa 59 Kilometer südsüdöstlich von Bordeaux und 25 Kilometer südwestlich von Langon.
Umgeben wird Saint-Symphorien von den Nachbargemeinden Louchats und Origne im Norden, Balizac im Nordosten, Saint-Léger-de-Balson im Osten, Bourideys im Südosten und Süden, Sore im Süden, Argelouse im Südwesten, Mano im Westen sowie Le Tuzan im Westen und Nordwesten.

## Bevölkerungsentwicklung
| Jahr                       | 1962 | 1968 | 1975 | 1982 | 1990 | 1999 | 2006 | 2013 | 2020 |
| Einwohner                  | 1537 | 1385 | 1385 | 1414 | 1396 | 1398 | 1527 | 1806 | 1819 |
| Quellen: Cassini und INSEE |      |      |      |      |      |      |      |      |      |

## Sehenswürdigkeiten
- Kirche Saint-Symphorien aus dem 16. Jahrhundert, seit 1925 Monument historique
- Lokschuppen, seit 1989 Monument historique
- Scheune, seit 2010 Monument historique
- Haus Siclis, seit 2007 Monument historique

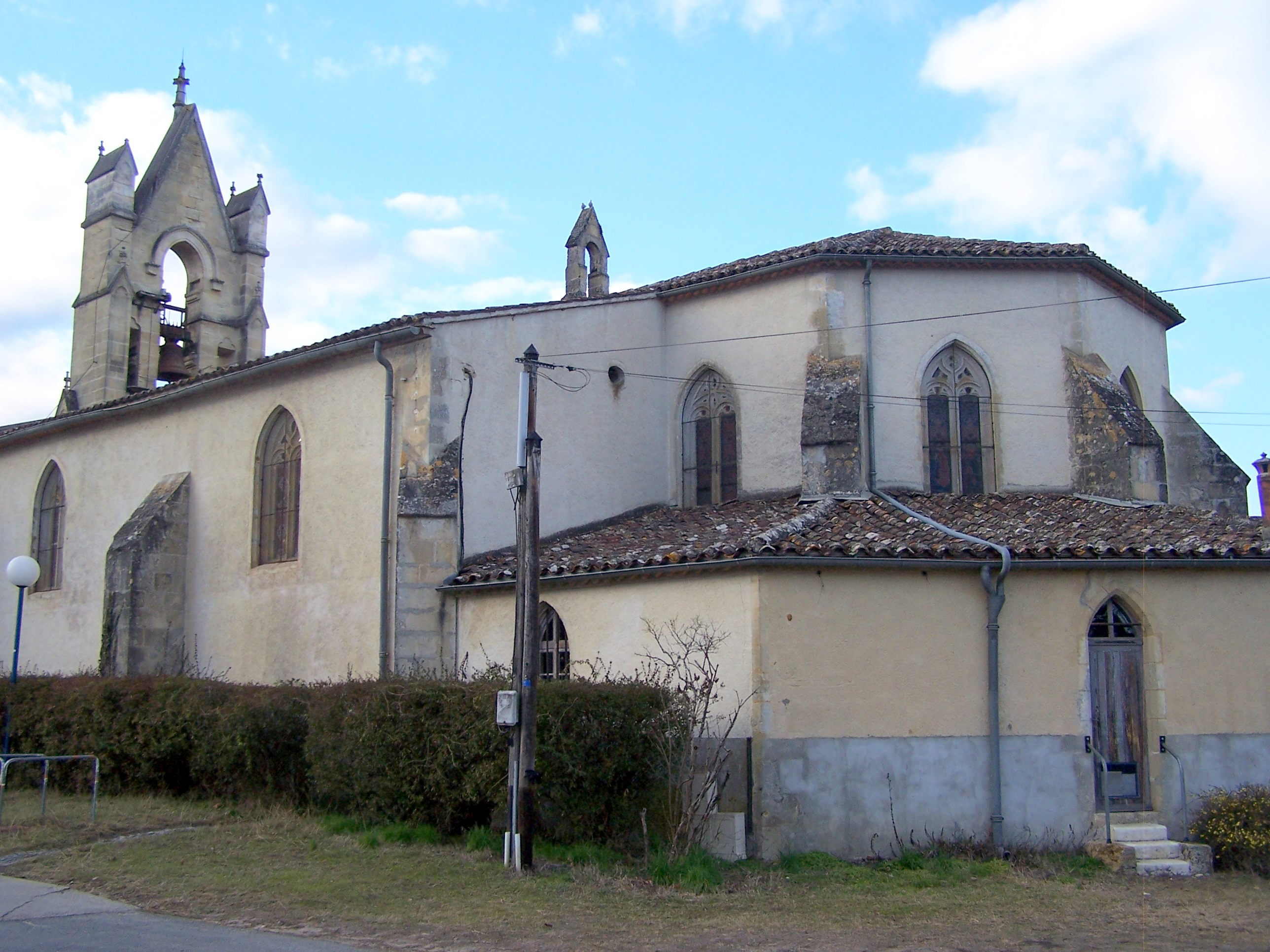
Kirche Saint-Symphorien
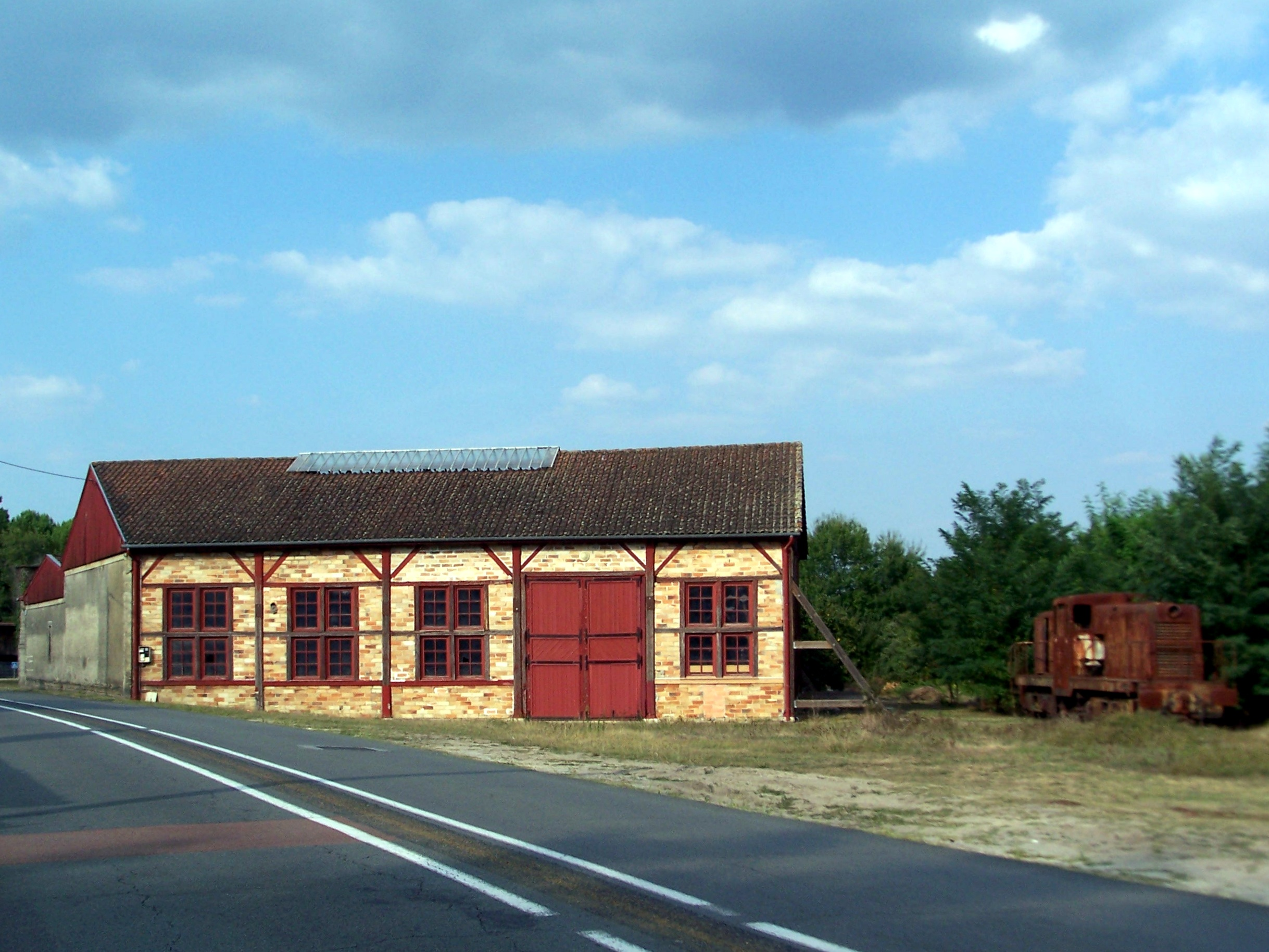
Lokschuppen
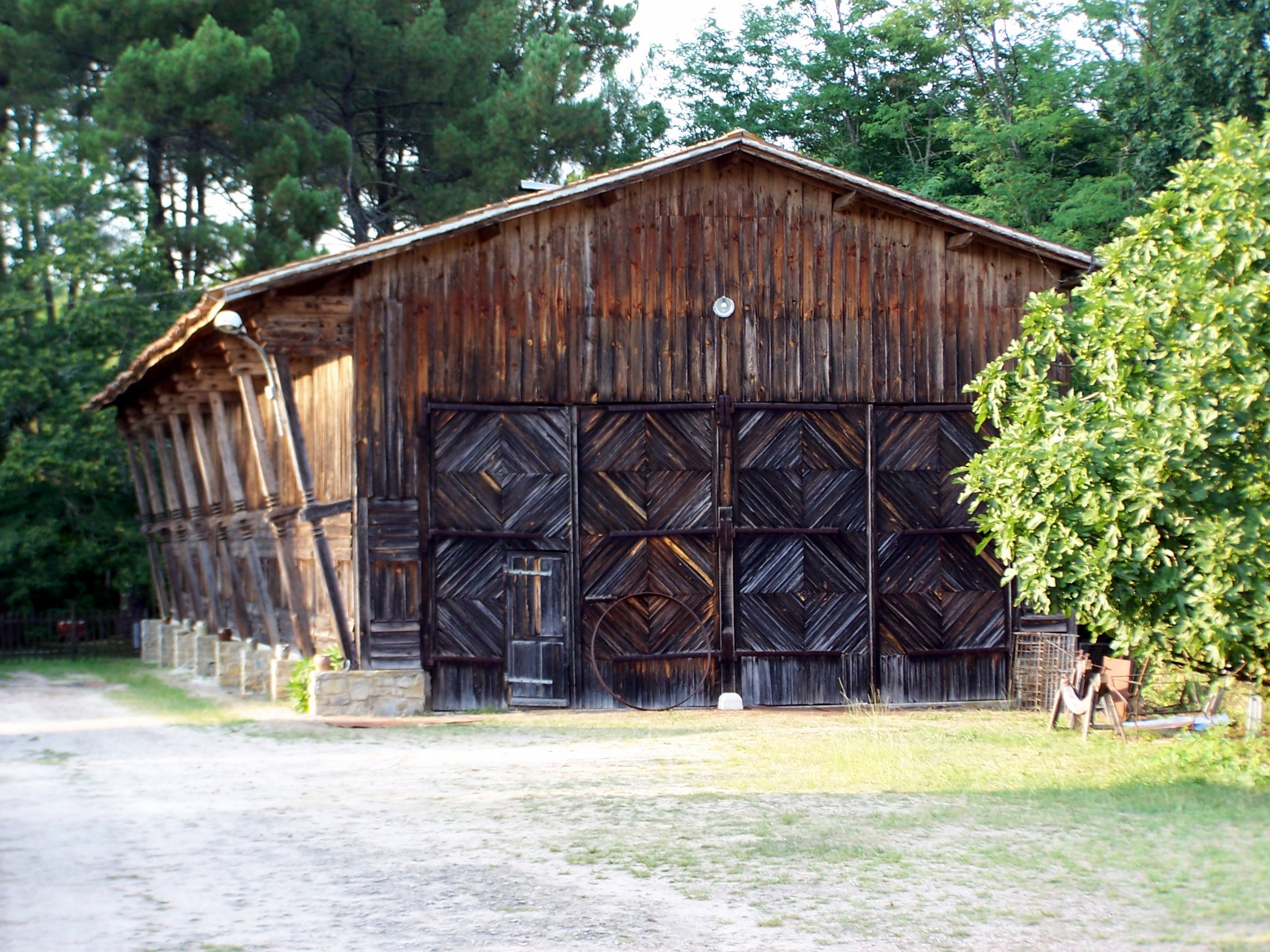
Scheune
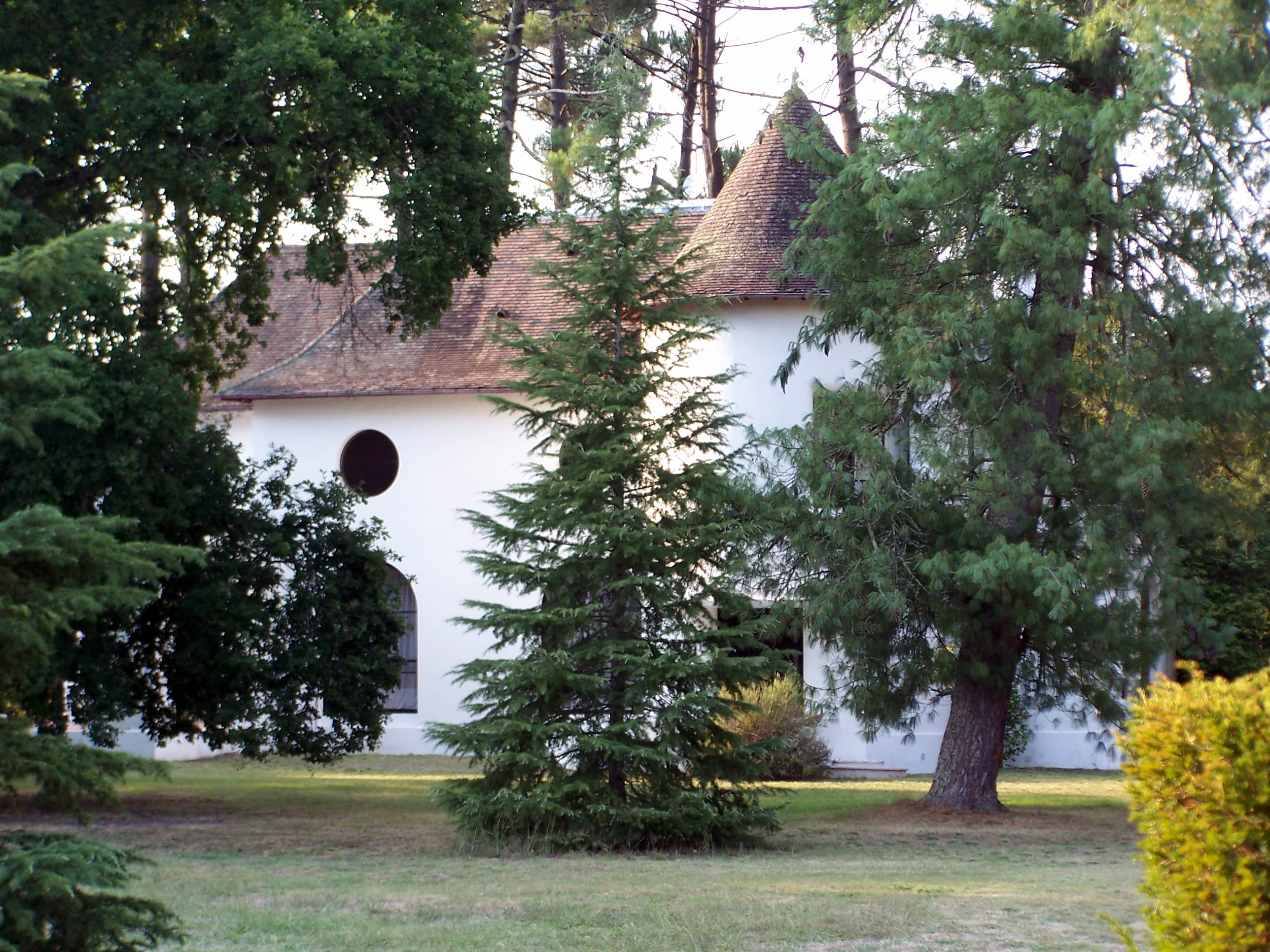
Haus Siclis